# مؤشر السمنة في الجسم
مؤشر السمنة في الجسم (Body adiposity index) هي طريقة لقياس كمية دهون الجسم للانسان. يتم حسابها بدون وزن الجسم، خلافا ل مؤشر كتلة الجسم حيث يتم استخدام مقاس الورك مقارنة لطول الشخص.

## الصيغة
يتم حساب مؤشر السمنة في الجسم:
{\displaystyle {\frac {100\times {\text{hip circumference in m}}}{{\text{height in m}}\times {\sqrt {\text{height}}}}}-18}
Hip circumference (R = 0.602) and height (R = −0.524) are strongly correlated with percentage of body fat. Comparing BAI with «gold standard» dual-energy X-ray absorptiometry (DXA) results, the correlation between DXA-derived percentage of adiposity and the BAI in a target population was R = 0.85, with a concordance of C_b = 0.95.

## الاستخدام
مؤشر سمنة الجسم يمكن أن يكون أداة جيدة لقياس السمنة جزئيا على الأقل، نظرا للمزايا التي له على الأنظمة الميكانيكية أو الكهربائية المعقدة. ولعل أهم ميزة لمؤشر السمنة الجسم عن مؤشر كتلة الجسم عدم الحاجة إلى قياس الوزن. ولكن يبدو أن مؤشر سمنة الجسم لم يتغلب مؤشر كتلة الجسم.
تتمثل المزايا المعلنة لـمؤشر السمنة في الجسم في أنها تقارب نسبة الدهون في الجسم، في حين أن مؤشر كتلة الجسم المستخدم على نطاق واسع معروف بالدقة المحدودة، ويختلف للذكور والإناث مع نفس النسبة المئوية لدهون الجسم؛ وأنه لا ينطوي على الوزن، لذلك يمكن استخدامه في المواقع البعيدة ذات الوصول المحدود إلى الموازين. خلصت دراسة مفصلة نُشرت في عام 2012 إلى أن تقديرات نسبة الدهون في الجسم بناءً على مؤشر السمنة في الجسم لم تكن أكثر دقة من تلك القائمة على مؤشر كتلة الجسم أو محيط الخصر أو محيط الورك.
قد تكون مؤشرات السمنة التي تشمل محيط الخصر (على سبيل المثال نسبة الخصر إلى الطول WHtR) أفضل من مؤشر BAI ومؤشر كتلة الجسم في تقييم مخاطر التمثيل الغذائي والقلب والأوعية الدموية في كل من الممارسة السريرية والبحوث.

## روابط خارجية
- حساب مؤشر سمنة الجسم آليا.
- دراسة بعنوان: Body Adiposity Index Utilization in a Spanish Mediterranean Population: Comparison with the Body Mass Index.
- دراسة: Body adiposity index performance in estimating body fat